# SIN Cars

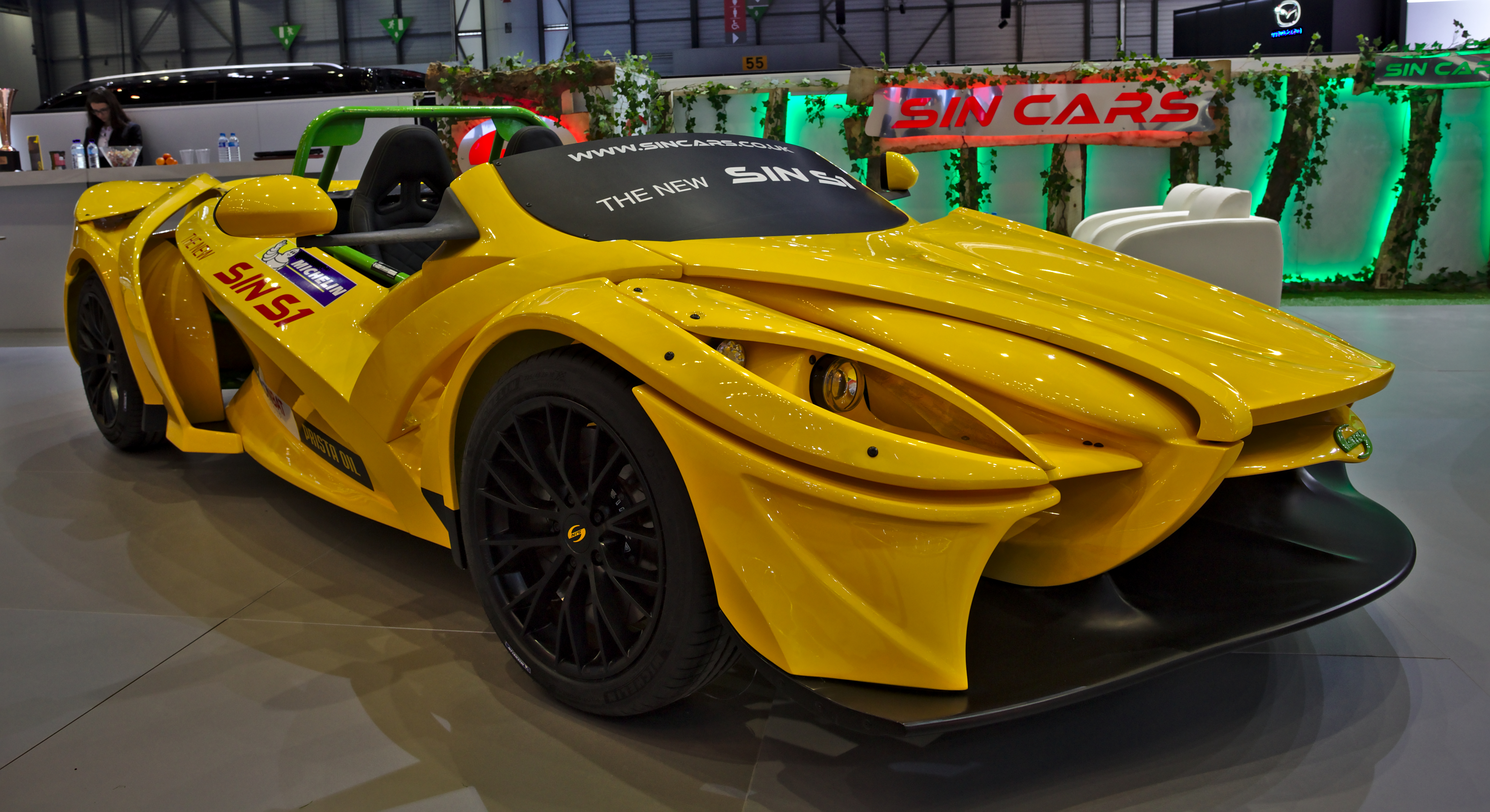
Sin S1 la Salonul Auto de la Geneva, 2018

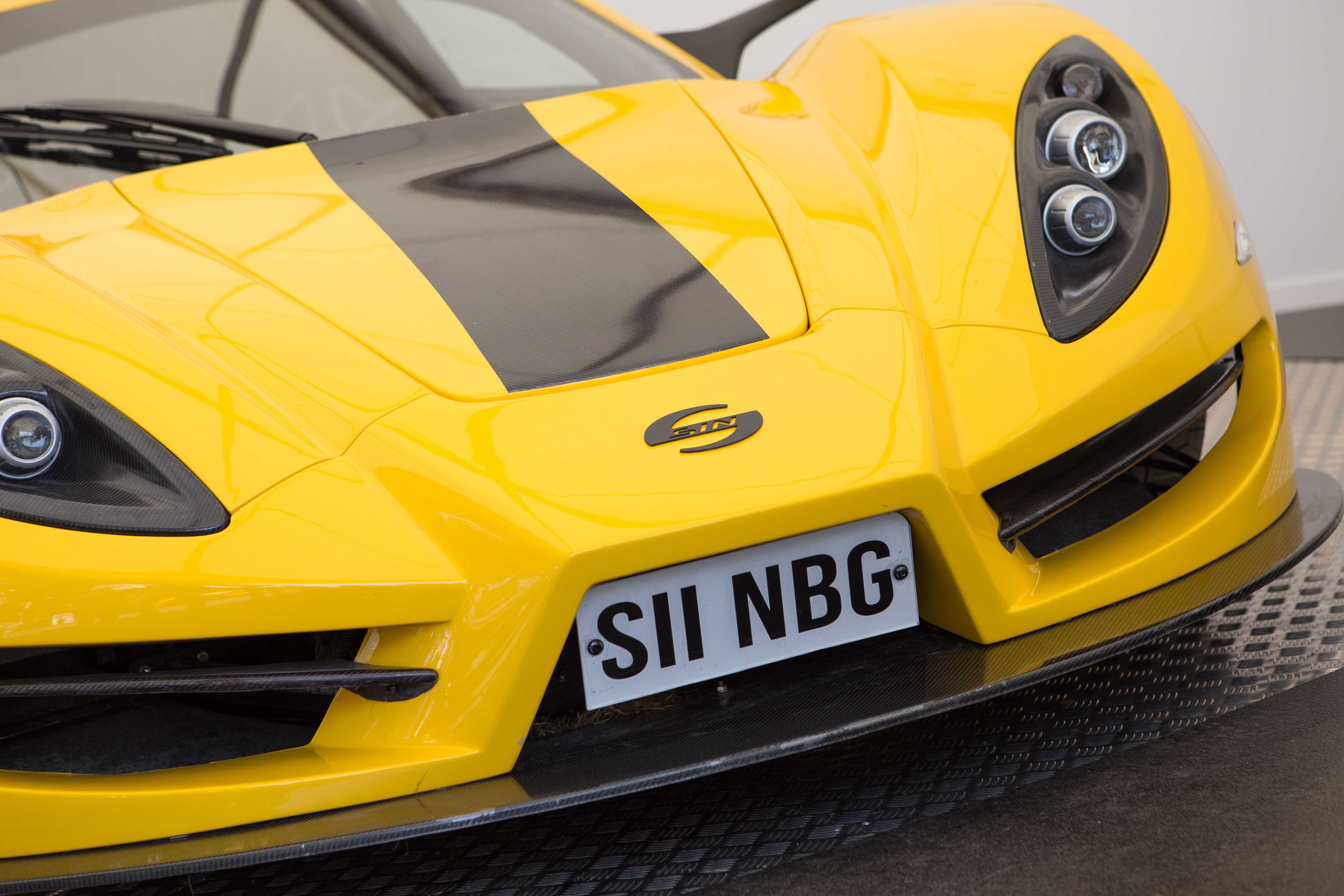
Sin R1 la Goodwood, Marea Britanie, 2014

Sin Cars este un producător bulgar de super-automobile sportive cu sediul în Bulgaria și Germania.

## Istorie

### Secolul al XXI-lea
SIN Cars a fost fondată ca SIN Cars Limited de către inginerul și pilotul de curse bulgar Rosen Daskalov în Marea Britanie în 2012. În 2015, compania a început producția de automobile de teren Sin R1. Versiunea legală care poate circula pe un drum public a Sin R1 dispune de un motor de 6,2 litri în V8, care produce 444 CP și poate ajunge la viteza de 100 km/h în 3,5 secunde. Compania și-a mutat sediul în München, Germania și în Ruse, Bulgaria.
În noiembrie 2018 au început planurile de publicare pentru a finanța expansiunea pe piața automobilelor. În acest sens Daskalov a afirmat  că: "Scopul nostru este să vindem o mașină multifuncțională proiectată pentru orașele mici care să poată fi folosită la livrările de curierat, taxi și transport. Orașele din Europa au nevoie de acest tip de transport. Centrele orașelor vor fi închise în curând pentru autovehiculele diesel. Iar China este departe și noi putem oferi o calitate mai bună."

### Seria de curse
SIN Cars a participat în campionatul de lungă distanță GT4 European Series în sezonul 2015 cu modelul cu specificațiile Sin R1 GT4. Sofia Car Motorsport a terminat pe locul 8 în clasamentul final. 
Pentru 2016, echipa Racers Edge Motorsports s-a alăturat echipei Pirelli World Challenge folosind modelul cu specificațiile SIN R1 GT4 pentru sezonul respectiv. 

## Modele
- SIN R1 (autoturism, versiunea rutieră)
- SIN R1 RS (mașină de curse)
- SIN S1 (autoturism modular)